# Drágán add a rétedet
A Drágán add a rétedet (eredeti cím: Furry Vengeance) 2010-ben bemutatott amerikai filmvígjáték, melyet Roger Kumble rendezett. A főbb szerepekben Brendan Fraser és Brooke Shields látható. 
Az Amerikai Egyesült Államokban 2010. április 30-án mutatta be a Summit Entertainment. A film meglehetősen rosszul teljesített mind bevételi, mind a kritikai szempontból.

## Rövid történet
Egy ingatlanügynök egy erdő kivágásával akar új lakóházakat építtetni, felesége is fia legnagyobb bánatára. Tervét azonban keresztülhúzzák az erdő rafinált lakói, akik egy mosómedve vezetésével alaposan elbánnak Dannel.

## Szereplők
| Színész           | Szerep               | Magyar hang      |
| ----------------- | -------------------- | ---------------- |
| Brendan Fraser    | Dan Sanders          | Széles László    |
| Brooke Shields    | Tammy Sanders        | Pápai Erika      |
| Matt Prokop       | Tyler Sanders        | Gacsal Ádám      |
| Angela Kinsey     | Felder               | Kökényessy Ági   |
| Rob Riggle        | Riggs                | Csankó Zoltán    |
| Skyler Samuels    | Amber                | Vadász Bea       |
| Ken Jeong         | Neal Lyman           | Seszták Szabolcs |
| Jim Norton        | Hank                 |                  |
| Patrice O’Neal    | Gus                  |                  |
| Toby Huss         | Wilson               | Forgács Gábor    |
| Wallace Shawn     | Dr. Christian Burr   | Heller Tamás     |
| Dee Bradley Baker | erdei állatok hangja |                  |

## Fogadtatás
A Rotten Tomatoes kritikusai 10 pontból 2,5-et adtak a filmnek, a Metacritic összesített kritikája pedig 23%-osra ítélte az alkotást.